# Robert Derathé
Robert Derathé, né le 20 décembre 1905  à Besançon et mort le 5 mars 1992 à Saint-Cloud, est un philosophe et professeur d'université français. Il est spécialiste de la pensée de Rousseau et notamment de sa philosophie politique.

## Biographie

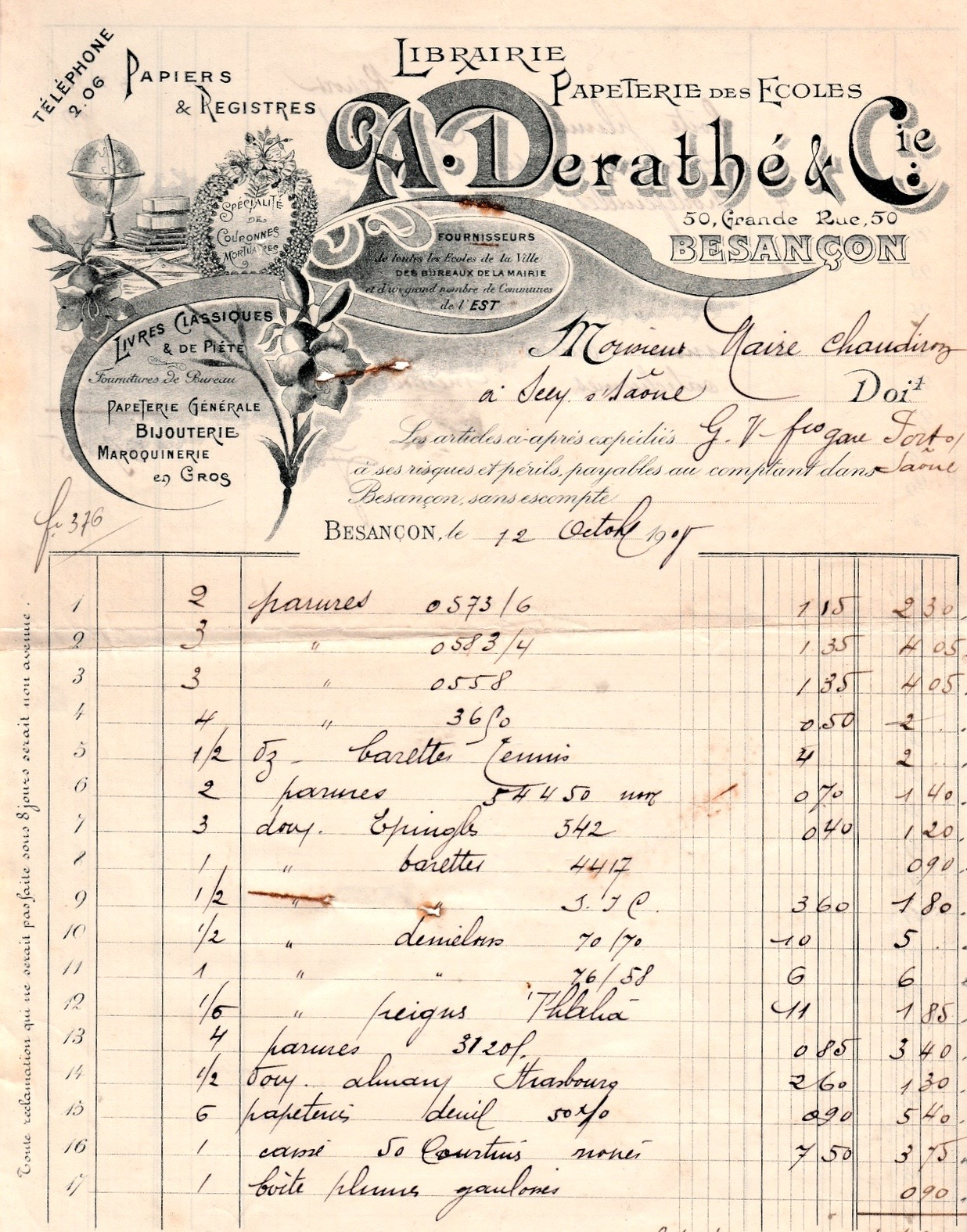
Librairie Alfred Derathé, Besançon, 1908.

Robert Félix Émile Derathé est né le 20 décembre 1905 à Besançon. Son père était libraire, à proximité immédiate de l'Hôtel de Ville.
Il effectue ses études à Besançon puis à Paris. Étudiant en philosophie, il est reçu à l'agrégation en 1931, à la sixième place ; à cette session, le premier est Ferdinand Alquié ; le troisième, Claude Lévi-Strauss ; la même année, Simone Weil est également reçue à l'agrégation de philosophie.
Robert Derathé enseigne au lycée de Quimper et de Poitiers. De 1935 à 1938, il est détaché à l'Institut français de Berlin puis à l'Institut de Vienne (1938-1939). Ses compétences de germanitse en ont fait l'un des traducteurs et annotateurs de Hegel. De 1940 à 1945, il est professeur au lycée Hoche à Versailles, puis détaché au CNRS (1945-1947), et professeur au lycée de Saint-Cloud (1947-1948). 
En 1948-1949, Robert Derathé est chargé d'enseignement à la faculté des lettres de Dijon, et l'année suivante, maître de conférences "à titre provisoire" à la faculté des lettres de Nancy.
Il soutient sa thèse et est promu docteur d'État en 1950 . Il est alors nommé à l'université de Nancy en 1952, où il assure aussi des cours de sociologie comme en témoigne un ancien étudiant. Il a également été chargé de conférences à l'École normale supérieure (Sèvres et Ulm) entre 1948 et 1955.
En 1959, Robert Derathé présente sa candidature à la chaire d'«histoire du travail et des relations industrielles» au Cnam devant la quarantaine de membres du conseil de perfectionnement de cet organisme. Il obtient la majorité des voix face à son concurrent, Jean-Daniel Reynaud. Mais le vote est renversé par le conseil d'administration. Sollicitée, l'Académie des sciences morales et politiques accorde sa préférence à Derathé. Finalement, le directeur du Cnam, Louis Ragey, obtient du ministre la nomination de Jean-Daniel Reynaud.
Robert Derathé a enseigné comme professeur à l'université de Nancy jusqu'en 1975.

## Apport à la pensée de Rousseau
Dans son ouvrage, Le rationalisme de J.-J. Rousseau (1948), Robert Derathé s'attache notamment à contredire la thèse de Pierre-Maurice Masson (La formation religieuse de Rousseau, 1916) qui présentait la philosophie de Rousseau comme appuyée sur le primat du sentiment.

## Publications

### Ouvrages
- Le rationalisme de Jean-Jacques Rousseau, Puf, 1948.
- Jean-Jacques Rousseau et la science politique de son temps, Puf, 1950 ; 2e éd., Vrin, 1970.
- Le génie européen selon Montesquieu : Jean-Jacques Rousseau et le problème de la paix, Centre européen universitaire, Nancy, 1953.
- La justice et la violence, textes choisis et présentés par Robert Derathé, Hachette, 1958.

### Articles

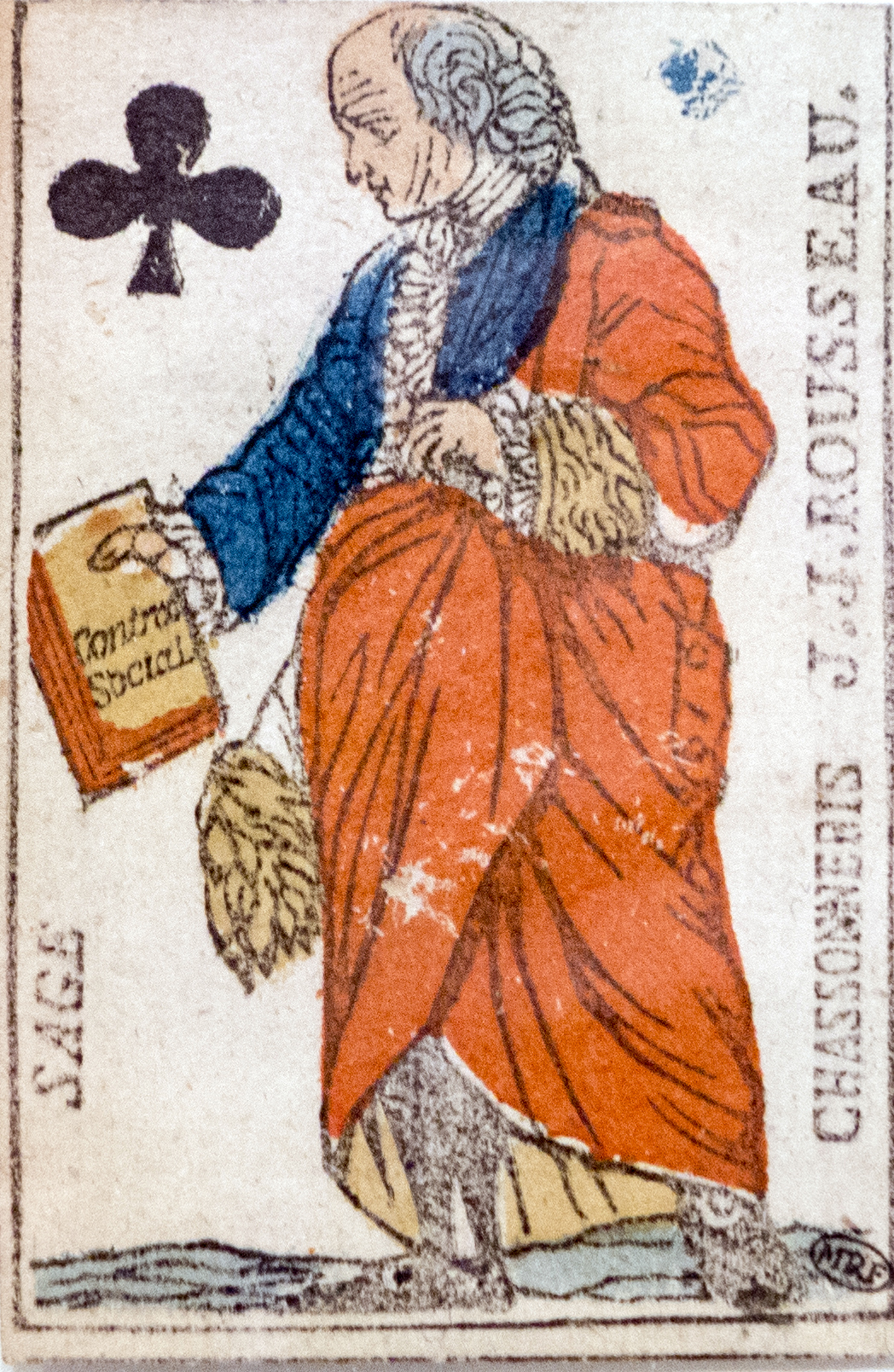
Jean-Jacques Rousseau en sage tenant le Contrat social, carte, avant 1800.

- Jean-Jacques Rousseau et le Christianisme, Revue de Métaphysique et de Morale, octobre 1948, p. 379-414.
- Les rapports de la morale et de la religion chez Jean-Jacques Rousseau, Revue philosophique, avril-juin 1949, p. 143-173.
- Les réfutations du contrat social au XVIIIe siècle, Annales de la Société Jean-Jacques Rousseau, Genève tome 32, 1950-1952, p. 7-54.
- La dialectique du bonheur chez Jean-Jacques Rousseau, Revue de théologie et de Philosophie, Lausanne, 1952, II, p. 81-96.
- La  philosophie des lumières en France : Raison et Modération chez Montesquieu, Revue internationale de philosophie, Bruxelles, 1952 fasc. 3, p. 275-293.
- L'homme et l'État. À propos d'un livre récent de Jacques Maritain, Revue française de science politique, vol. 2, n° 1, 1952, p. 136-146.
- Les deux conceptions de l'histoire chez Arnold J. Toynbee, Revue française de science politique, janvier-mars 1955, p. 119-128.
- Montesquieu  et  Jean-Jacques  Rousseau, Revue  internationale  de  philosophie, 1955, fasc 3-4, pp. 1-21.
- Jean-Jacques Rousseau et le progrès des idées  humanitaires du XVIe au XVIIIe siècle, Revue internationale de la Croix rouge, Genève, octobre 1958, p. 523-543.
- Les Philosophes et le Despotisme, dans le recueil Utopie et Institutions au XVIIIe siècle, Mouton, 1963.
- L'homme selon Rousseau, Études sur le Contrat social de Jean-Jacques Rousseau : Actes des journées d’étude organisées à Dijon pour la commémoration du 200e anniversaire du Contrat social, Dijon, 1964, pp. 203-217.
- Le droit de punir chez Montesquieu, Beccaria et Voltaire, Atti del Convegno internazionale su Cesare Beccaria, Turin, Accademia delle Scienze, 1966, p. 85-100.
- Patriotisme et nationalisme au XVIIIe siècle, Annales de philosophie politique, VIII, 1969, p. 69-84.
- La place de Jean Bodin dans l'histoire des théories de la souveraineté, in Horst Denzer (dir.), Jean Bodin, Verhandlungen der internationalen Bodin Tagung in München, Munich, 1973, p. 245-260.
- Les réfutations du Contrat social en France dans la première moitié du XIXe siècle, Reappraisals of Rousseau. Studies in honour of R. A. Leigh, S. Harvey, M. Hobson, D. J. Kelley et S. S. B. Taylor, Manchester University Press, 1980.
- La place et l'importance de la notion d'égalité dans la doctrine politique de Jean-Jacques Rousseau, Rousseau after 200 years. Proceedings of the Cambridge bicentennial colloquium, edited by R. A. Leigh, Cambridge university press, 1982, p. 55-64.

### Éditions scientifiques
- Discours de la méthode, Descartes, Hachette, 1955.
- De l'esprit des lois, Montesquieu, Garnier, 1973 et 1987-1990.
- Du Contrat social précédé de Discours sur l'économie politique et du Contrat social (première version) et suivi de Fragments politiques, Rousseau, Gallimard, 1993.

### Traduction
- Principes de la philosophie du droit, Hegel, Vrin, 1975.